# فرودگاه شهری پیکس
 فرودگاه شهری پیکس (به انگلیسی: Pecos Municipal Airport) (به زبان بومی: Pecos AAF) یک فرودگاه همگانی بهره‌برداری هوایی با کد یاتا PEQ است که یک باند فرود آسفالت دارد و طول باند آن ۱۸۱۴ متر است. این فرودگاه در شهر پیکس، تگزاس کشور ایالات متحده آمریکا قرار دارد و در ارتفاع ۷۹۶ متری از سطح دریا واقع شده است.